# Jesús Manuel Fernández Morales
Jesús Manuel Fernández Morales (San José, 1941) diplomático y educador costarricense. Se graduó como Licenciado en Historia y Geografía en la Universidad de Costa Rica. Fue profesor de Estudios Sociales en colegios de segunda enseñanza, en la Universidad de Costa Rica y en la Universidad Nacional.

## Carrera diplomática
De 1970 a 1974 fue diputado por la provincia de San José, elegido por el Partido Demócrata Cristiano. De 1982 a 1985 fue Embajador de Costa Rica en Nicaragua y de 1985 a 1990 Embajador en El Salvador, cargo en cuyo ejercicio participó activamente en las negociaciones de paz de Centroamérica promovidas por el presidente Óscar Arias Sánchez. Se jubiló en 1990.

## Obra escrita
Es autor del libro Las Presidencias del Castillo Azul (2010), pormenorizada reseña de los gobiernos de Alfredo González Flores, Federico Tinoco Granados, Juan Bautista Quirós y Francisco Aguilar Barquero
Coautor con Jorge Sáenz Carbonell de biografías de los presidentes Juan Bautista Quirós y Francisco Aguilar Barquero.